# Elizabeth Buffum Chace
Elizabeth Buffum Chace, född 9 december 1806 i Providence, Rhode Island, död 12 december 1899, var en amerikansk aktivist.
Chace var aktiv i antislaveri-, nykterhets-, freds-, barnaskydds- och fängelsereformrörelserna. Hon var en organisatörerna för National Woman's Rights Convention, då detta för första gången anordnades i Worcester, Massachusetts 1850. Hon grundade Rhode Island Woman Suffrage Association och var dess ordförande till sin död.
Chace är begravd på Swan Point Cemetery i Providence.